# Tlenki
Tlenki – nieorganiczne związki chemiczne, zbudowane z tlenu i innego pierwiastka chemicznego, w którym tlen jest na -II stopniu utlenienia. Powstają w wyniku reakcji pierwiastków z tlenem (utlenianie, spalanie) oraz rozkładu związków zawierających tlen, zaś tlenki na różnych stopniach utlenienia można uzyskać w reakcji utleniania lub redukcji (odpowiednio tlenku o niższych i wyższych wartościowościach drugiego pierwiastka). Najbardziej rozpowszechnionymi tlenkami w przyrodzie są: krzemionka, czyli główny składnik piasku kwarcowego (SiO2), woda (H2O), tlenek żelaza (III), (Fe2O3), tlenek glinu (Al2O3), ditlenek węgla (CO2).
W chemii organicznej tlenkami określane są epitlenki, czyli związki, w których sąsiadujące atomy węgla oprócz wiązania węgiel-węgiel połączone są też mostkiem tlenowym, tworząc pierścień trójczłonowy.
Tlenki nieorganiczne są omówione w dalszej części artykułu.

## Właściwości tlenków

### Właściwości fizyczne
Tlenki mają bardzo różne własności fizyczne, które zależą od pierwiastka łączącego z tlenem: od substancji stałych o bardzo wysokich temperaturach topnienia (większość tlenków metali, jak tlenek wolframu), przez ciecze (niektóre tlenki niemetali, jak woda), po gazy (większość tlenków niemetali, jak podtlenek azotu). Większość tlenków metali ma podobny, biały bądź szary kolor bez połysku, jednak znanych jest też wiele tlenków barwnych (szczególnie z bloku p, d oraz f), np. czarny tlenek żelaza(II), czerwono-brązowy 
tlenek żelaza(III) (rdza), jaskrawoczerwony lub żółty tlenek rtęci(II) bądź zielony tlenek chromu(III) i in.
| Tlenek ołowiu(II) PbO | Tlenek ołowiu(II i IV) Pb3O4 | Tlenek ołowiu(IV) PbO2 |
| --------------------- | ---------------------------- | ---------------------- |
|                       |                              |                        |

### Właściwości chemiczne
Tlen w tlenkach zawsze występuje na minus drugim stopniu utleniania (−II; nie dotyczy to nadtlenków i ponadtlenków, które są innymi grupami związków chemicznych). Mają one bardzo różne własności chemiczne w zależności od elektroujemności i stopnia utlenienia pierwiastka, z którym tlen tworzy wiązanie. 
- właściwości redukująco-utleniające:
  - utleniacze: tlenki łatwo oddające tlen, np. tlenek rtęci(II)
  - reduktory: tlenki łatwo utleniające się, np. tlenek węgla(II)
- reaktywność chemiczna
  - tlenki reaktywne, np. tlenki metali I grupy układu okresowego, tlenki azotowców i fluorowców
  - tlenki mało aktywne chemicznie, np. dwutlenek krzemu
- właściwości kwasowo-zasadowe (charakter chemiczny):
  - tlenki zasadowe: reagują z kwasami, dając sole, zazwyczaj alkalizują wodą (podwyższają odczyn pH)
  - tlenki kwasowe: reagują z zasadami, dając sole, zazwyczaj zakwaszają wodą
  - tlenki amfoteryczne: reagują zarówno z kwasami, jak i z zasadami, są to głównie tlenki pierwiastków grup przejściowych i tlenki metali z grup 13-15 + berylu.
  - tlenki obojętne: nie reagują z kwasami ani z zasadami z wytworzeniem soli; należą do nich niektóre tlenki niemetali na niskich stopniach utlenienia, np. NO i CO oraz tlenki gazów szlachetnych

Jeżeli metal przejściowy tworzy tlenki na różnych stopniach utlenienia (np. mangan), właściwości kwasowe tlenku rosną wraz ze wzrostem stopnia utlenienia. Przykładowo, tlenki manganu to m.in. MnO, MnO2 lub Mn2O7:
Tlenek manganu(II), MnO z kwasami daje sole zawierające kation Mn2+:
MnO + H2SO4 → MnSO4 + H2O
Tlenek manganu(IV), MnO2 reaguje z mocnymi kwasami i mocnymi zasadami (nie reaguje z wodą):
MnO2 + 4KOH + 2H2O → K4[Mn(OH)8]
MnO2 + 2H2SO4 → Mn(SO4)2 + 2H2O (sole manganu(IV) są nietrwałe i otrzymywanym produktem reakcji MnO2 z kwasami są zazwyczaj związki manganu(II), np. 2MnO2 + 2H2SO4 → 2MnSO4 + O2 + 2H2O)
Tlenek manganu(VII), Mn2O7, z wodą tworzy kwas nadmanganowy (HMnO4), a z zasadami sole, nadmanganiany (zawierające anion MnO−
4)
Mn2O7 + H2O → 2HMnO4
Mn2O7 + 2KOH → 2KMnO4 + H2O

## Nazewnictwo tlenków
Do tworzenia nazw tlenków zazwyczaj stosuje się nomenklaturę konstytucyjną, w której stechiometrię związku oddaje się np. za pomocą przedrostków zwielokrotniających lub liczb Stocka (stopni utlenienia), np.
- K2O – tlenek dipotasu lub tlenek potasu
- CaO – tlenek wapnia
- Al2O3 – tritlenek diglinu lub tlenek glinu(III)
- CO – tlenek węgla lub tlenek węgla(II)
- CO2 – ditlenek węgla (zwyczajowo dwutlenek węgla) lub tlenek węgla(IV)
- MnO2 – ditlenek manganu lub tlenek manganu(IV)

Wyjątkiem są związki fluoru z tlenem, które są fluorkami (a nie tlenkami) ze względu na wyższą elektroujemność fluoru w stosunku do tlenu. Stąd związek OF2 to difluorek tlenu (a nie tlenek fluoru F2O).
| Stopień utlenienia atomu, z którym łączy się tlen | Stosunek liczby atomu do tlenu | Przykłady                           |
| ------------------------------------------------- | ------------------------------ | ----------------------------------- |
| -I                                                | 1:2                            | OF2 (tylko)                         |
| I                                                 | 2:1                            | Li2O, Ag2O                          |
| II                                                | 1:1                            | CaO, MnO                            |
| III                                               | 2:3                            | Cr2O3, Al2O3                        |
| IV                                                | 1:2                            | CO2, TiO2                           |
| V                                                 | 2:5                            | N2O5, V2O5                          |
| VI                                                | 1:3                            | CrO3, SO3                           |
| VII                                               | 2:7                            | Mn2O7, Cl2O7                        |
| VIII                                              | 1:4                            | OsO4 RuO4                           |
| Tlenki mieszane                                   | różnie                         | Fe3O4 = FeO·Fe2O3 Mn3O4 = MnO·Mn2O3 |

## Otrzymywanie tlenków
1. Bezpośrednia synteza z pierwiastków – tym sposobem można otrzymać najwięcej tlenków. 
2Ba + O2 → 2BaO
S + O2 → SO2
Prawie niemożliwe jest otrzymanie tlenków fluorowców poprzez ich spalanie. Jeżeli dany pierwiastek posiada różne tlenki, to zazwyczaj utlenia się do tlenku o niższej wartościowości. Natomiast podczas spalania metali alkalicznych nie otrzymuje się tlenków, lecz nadtlenki, a podczas spalania w czystym tlenie (poza litem) ponadtlenki. Podczas spalania cięższych metali alkalicznych w ozonie można otrzymać ozonki. 
2. Utlenianie metali w reakcji aluminotermii:
3Fe3O4 + 8Al → 4Al2O3 + 9Fe
Cr2O3 + 2Al → Al2O3 + 2Cr
3. Utlenianie niższych tlenków:
2CO + O2 → 2CO2
4FeO + O2 → 2Fe2O3
4. Redukcja wyższych tlenków:
MnO2 + H2 → MnO + H2O
Fe2O3 + C → 2FeO + CO
5. Redukcja lub rozkład nadtlenków i ponadtlenków:
Na2O2 + 2Na → 2Na2O
2H2O2 → 2H2O + O2
6. Rozkład (analiza):
4MnO2 → 2Mn2O3 + O2
oraz dysproporcjonowanie niektórych tlenków:
N2O3 → NO + NO2
7. Rozkład soli nietrwałych kwasów tlenowych:
CaCO3 → CaO + CO2
Na2SO3 → Na2O + SO2
8. Rozkład niektórych wodorotlenków:
2Al(OH)3 → Al2O3 + 3H2O
Cu(OH)2 → CuO + H2O
9. Rozkład nietrwałych kwasów tlenowych:
H2CO3 → CO2↑ + H2O
H2SO3 → SO2↑ + H2O
10. Reakcja kwasu utleniającego z reduktorem:
3C + 4HNO3 → 3CO2 + 4NO + 2H2O
W niektórych przypadkach w celu otrzymania pożądanego tlenku konieczne jest użycie katalizatora, np.:
2SO2 + O2 —[katalizator V2O5]→ 2SO3
bądź utrzymanie specjalnych warunków otoczenia takich jak ciśnienie i temperatura.

## Kwasowo-zasadowy charakter tlenków nieorganicznych
| Charakterystyka  | Tlenki kwasowe               | Tlenki kwasowe                          | Tlenki zasadowe                    | Tlenki zasadowe                         | Tlenki amfoteryczne Al2O3, ZnO | Tlenki obojętne CO, NO |
| ---------------- | ---------------------------- | --------------------------------------- | ---------------------------------- | --------------------------------------- | ------------------------------ | ---------------------- |
| Charakterystyka  | Tlenki kwasowe, np. CO2, SO3 | Tlenki o charakterze kwasowym np.: SiO2 | Tlenki zasadowe, np. K2O, CaO, MgO | Tlenki o charakterze zasadowym, np. MnO | Tlenki amfoteryczne Al2O3, ZnO | Tlenki obojętne CO, NO |
| Reakcja z wodą   | tak (1)                      | nie                                     | tak (2)                            | nie                                     | nie                            | nie                    |
| Reakcja z kwasem | nie                          | nie                                     | tak (3)                            | tak (3)                                 | tylko z mocnym kwasem (5)      | nie                    |
| Reakcja z zasadą | tak (4)                      | tak (4)                                 | nie                                | nie                                     | tylko z mocną zasadą (6)       | nie                    |

(1) Tlenki większości niemetali w reakcji z wodą tworzą kwasy:
CO2 + H2O → H2CO3
SO3 + H2O → H2SO4
(2) Tlenki metali alkalicznych i ziem alkalicznych (czyli litowce i berylowce bez berylu) w reakcji z wodą tworzą zasady:
Na2O + H2O → 2NaOH
CaO + H2O → Ca(OH)2
(3) Tlenki zasadowe reagują z kwasami:
CaO + 2HCN → Ca(CN)2 + H2O
K2O + 2HNO2 → 2KNO2 + H2O
(4) Tlenki kwasowe reagują z zasadami:
Cl2O7 + 2NaOH → 2NaClO4 + H2O
CO2 + 2LiOH → Li2CO3 + H2O
(5) i (6) Tlenki amfoteryczne mają właściwości kwasowe lub zasadowe w zależności od środowiska, w którym się znajdują. Np. tlenek glinu bądź tlenek cynku reaguje 
(5) z mocnymi kwasami:
Al2O3 + 6HCl → 2AlCl3 + 3H2O
ZnO + 2HMnO4 → Zn(MnO4)2 + H2O
(6) oraz z mocnymi zasadami:
Al2O3 + 6NaOH + 3H2O → 2Na3[Al(OH)6]
ZnO + Sr(OH)2 + H2O → Sr[Zn(OH)4]

## Podtlenki, nadtlenki, ponadtlenki i ozonki
Innym podziałem tlenków jest fakt występowania lub nie wiązań chemicznych tlen-tlen i inny pierwiastek – inny pierwiastek.
- podtlenki – zawierają wiązanie inny pierwiastek – inny pierwiastek a tlen jest na standardowym -II stopniu utlenienia, np. N2O;
- nadtlenki – zawierają mostki tlenowe (−O−O−) a tlen jest na -I stopniu utlenienia, np. H2O2, Na2O2;
- ponadtlenki – zawierają anion O2− a tlen występuje na -1/2 stopniu utlenienia, np. KO2;
- ozonki – zawierają anion O3− - tlen występuje na -1/3 stopniu utlenienia, np. CsO3.

## Ważniejsze tlenki nieorganiczne
Do najbardziej znanych tlenków zaliczyć można:
- H2O – tlenek wodoru, czyli woda;
- N2O – podtlenek azotu znany jako gaz rozweselający;
- SO2 – dwutlenek siarki obecny w spalinach przemysłowych, tworzy z wodą tzw. kwaśne deszcze;
- CO – tlenek węgla jest toksycznym gazem obecnym w spalinach; składnik gazu świetlnego;
- CO2 – dwutlenek węgla obecny w wodzie gazowanej oraz w wyziewach kominowych, spalinach; jest też jednym z gazów cieplarnianych;
- CaO – tlenek wapnia – czyli inaczej wapno palone; składnik zaprawy murarskiej;
- TiO2 – dwutlenek tytanu, składnik bieli tytanowej;
- SiO2 – krzemionka - główny składnik piasku, gleb i wielu skał, jest przetapiana na szkło.